# ゴールド・ディガース36年
『ゴールド・ディガース36年』（ゴールドディガース36ねん、Gold Diggers of 1935）は、アメリカ合衆国のミュージカル映画。
バスビー・バークレーが監督および振付を務めた。ディック・パウエル、アドルフ・マンジュー、グロリア・スチュアート、アリス・ブラディが主演し、ウィニ・ショー、ヒュー・ハーバート、グロリア・ファレルが助演した。楽曲はハリー・ウォレン が作曲、アル・ダビンが作詞し、「ブロードウェイの子守歌」がヒットした。ウィニ・ショーが歌唱したこの曲はアカデミー歌曲賞を受賞した。
1919年の戯曲『ゴールド・ディガース』を基にしており、1923年の失われたサイレント映画『百花笑えば』、1929年の部分的に失われた映画『ブロードウェイ黄金時代』、1933年の『ゴールド・ディガース』に続き『ゴールド・ディガース』シリーズ4作目となった。最初の3作は興行的に成功し、『ゴールド・ディガース36年』は初めて完全にオリジナルのストーリーとなった。その後『ゴールド・ディガース』シリーズは1937年の『踊る三十七年』、『夜は巴里で』と続いた。
日本の映画情報データベースであるKINENOTEと映画.comによれば、日本語タイトルは『ゴールド・ディガース35年』となっている。

## ストーリー
レイク・ワクサパハチーのリゾートのしゃれたウェントワース・プラザに裕福な人々が集い、ワインの消費と共にチップは弾む。ハンサムなディック・カーティス(ディック・パウエル)はフロント係として働きながら医学の勉強をする苦学生で、裕福だがケチなプレンティス夫人(アリス・ブラディ)は夏の間、娘アン(グロリア・スチュアート)の護衛をディックに有料で依頼する。ディックは婚約者アーリン・デイヴィス(ドロシー・デア)の意に反し、ディックはこれを断れない。プレンティス夫人はアンが一風変わった中年の大富豪で嗅ぎタバコの世界的権威T・モズレー・ソープ3世(ヒュー・ハーバート)と結婚してほしいと思っているが、アンにはその気がない。アンの兄のハンボルト(フランク・マクヒュー)は既婚者だが美女が好きで、数々のトラブルを母親に解決してもらっている。
毎年夏、プレンティス夫人は「ミルク・ファンド」というチャリティ・ショーを開催しており、この年は演出に華やかだが狡猾なロシア人ダンス監督ニコライ・ニコレフ(アドルフ・マンジュー)を雇う。ケチなプレンティス夫人はできるだけ節約しようとするが、ニコレフと装置デザインのシュルツ(ジョセフ・コーソン)はできるだけ豪華にし、制作費をピンハネしようとする。ホテルの支配人(グラント・ミッチェル)や速記者ベティ・ホウズ(グレンダ・ファレル)はソープを脅そうとする。
当然の如くディックとアンは恋に落ち、ハンボルトはアーリンと結婚する。プレンティス夫人は渋っていたが、長い目で見れば身内に医者がいることは節約に繋がると気付く。

## キャスト
- ディック・カーティス：ディック・パウエル
- ニコライ・ニコレフ：アドルフ・マンジュー
- アン・プレンティス：グロリア・スチュアート
- マチルダ・プレンティス：アリス・ブラディ
- T・モズレー・ソープ3世：ヒュー・ハーバート
- ベティ・ホウズ：グレンダ・ファレル
- ハンボルト・プレンティス：フランク・マクヒュー
- オーガスト・シュルツ：ジョセフ・コーソン
- ルイス・ラムソン：グラント・ミッチェル
- アーリン・デイヴィス：ドロシー・デア
- ウィニー：ウィニ・ショウ

## 楽曲
ハリー・ウォレンが作曲、アル・ダビンが作詞し、2曲をバスビー・バークレーが演出した。
- I'm Going Shopping with You – ディック(ディック・パウエル)とアン(グロリア・スチュアート)が歌唱した。アンが下着から宝石まで様々な商品を買い物する様子がモンタージュで映し出される。ケチな母親のプレンティス夫人(アリス・ブラディ)を狼狽させる。
- The Words Are in My Heart – バークレーの演出により、56台の白いグランドピアノを使用した荘厳なミュージカル・シーンである。ピアノの下に黒い服を着た男性ダンサーたちが入って動かしている[8]。
- ブロードウェイの子守歌 Lullaby of Broadway – バークレーの演出作品の中で最も有名な曲の1つとなった。昼間に睡眠を取り、夜に活動する「ブロードウェイ・ベイビー」の1日を劇中劇のスタイルで描いている。冒頭は黒背景に歌唱のウィニ・ショーの頭部から始まり、ゆっくりとアップした後に回転し、ビッグ・アップルに変わる。朝、人々が早足で通勤する中、ウィニー(ウィニ・ショー)は夜の騒がしさから解放され帰宅して眠る。夜に目覚めるとディックとクラブをはしごする。大人数による複雑なタップダンスの後、ウィニーはダンサーたちに押されて誤ってバルコニーから転落する。冒頭のウィニ・ショーの頭部に戻り、徐々に小さくなる。バークレーは自身が手がけた全作品の中で、この曲が一番のお気に入りだと語った[9]。

## 制作
1935年1月14日までカリフォルニア州バーバンクのワーナー・ブラザースで制作され、3月15日に公開された。制作中、コーラス・ダンサーであるジャック・グリーヴスは急性消化不良でセットで亡くなった。
この頃、ワーナー・ブラザースのミュージカル作品の重要な部分を占めていたバークレーの複雑なミュージカル・シーンの着想、考案、演出、監督のためにワーナー・ブラザースに自身のユニットを所有していたが、バークレーにとって正式に監督として指揮を取った最初の作品となった。

## 興行収入
ワーナー・ブラザースによると、アメリカ国内で$897,000、国外で$468,000を得た。

## 受賞歴
ハリー・ウォレンとアル・ダビンは「ブロードウェイの子守歌」でアカデミー歌曲賞を受賞し、バスビー・バークレーは3年間のみ存在していたアカデミーダンス監督賞にノミネートされた。
アメリカン・フィルム・インスティチュートにより、2004年、「ブロードウェイの子守歌」がアメリカ映画主題歌ベスト100にノミネートされ、2006年、映画作品がミュージカル映画ベストにノミネートされた。